# Партита для скрипки № 2 (Бах)
Партита для скрипки № 2 ре минор, BWV 1004 ― произведение Иоганна Себастьяна Баха, написанное между 1717 и 1720 годами. Входит в его цикл «Сонаты и партиты для скрипки соло». Состоит из следующих частей:
1. Аллеманда
2. Куранта
3. Сарабанда
4. Жига
5. Чакона

Исполнение занимает около 30 минут. Заключительная часть ― чакона ― написана в форме вариаций и длится примерно столько же, сколько первые четыре части вместе взятые.
Чакона является самой известной частью партиты и нередко включается в программу концерта как отдельное произведение со статусом шедевра классической скрипичной музыки. Ему в определённой мере присуща траурная торжественность (были случаи исполнения чаконы в дни похорон). И. Менухин называл чакону «величайшим существующим сочинением для скрипки соло», а Дж. Белл считал её создание «одним из крупнейших достижений человеческой истории». Это во всех смыслах очень сложное произведение, и для скрипача его исполнение становится рубежом, делящим профессиональную биографию на «до» и «после».
Существуют переложения чаконы для ряда музыкальных инструментов, в том числе гитары, виолончели, клавесина, органа, оркестра. Переложения для фортепиано сделаны И. Брамсом (для левой руки), Ф. Бузони, А. Зилоти и др.